# Logisticus
Genre
Logisticus est un genre de Coléoptères de la famille des Cerambycidae, comprenant une vingtaine d'espèces.

## Systématique
Le nom scientifique de ce taxon est Logisticus, choisi en 1878 par l'entomologiste anglais Charles Owen Waterhouse (d) (1843-1917) avec pour espèce type Logisticus rostratus.

## Liste des espèces
Selon GBIF (30 juin 2021) :
- Logisticus angustatus Waterhouse, 1880
- Logisticus bicolor Vives, 2004
- Logisticus castaneus Villiers, Quentin & Vives, 2011
- Logisticus fuscopunctatus Fairmaire, 1903
- Logisticus iners Fairmaire, 1903
- Logisticus inexpunctatus (Fairmaire, 1903)
- Logisticus modestus Waterhouse, 1882
- Logisticus obscurus Waterhouse, 1880
- Logisticus obtusipennis Fairmaire, 1901
- Logisticus platypodus Villiers, Quentin & Vives, 2011
- Logisticus proboscideus Fairmaire, 1902
- Logisticus quentini Vives, 2004
- Logisticus rostratus Waterhouse, 1878 - espèce type
- Logisticus simplex Waterhouse, 1880
- Logisticus spinipennis Fairmaire, 1893
- Logisticus ungulatus Villiers, Quentin & Vives, 2011
- Logisticus unidentatus Villiers, Quentin & Vives, 2011
- Logisticus villiersi Vives, 2004

## Publication originale
- (en) Chas O. Waterhouse, « Descriptions of new Coleoptera from Madagascar, recently added to the British Museum Collection », Cistula entomologica, Londres, Inconnu, vol. 2,‎ 1878, p. 287-296 (OCLC 1554754, lire en ligne).